# Austrian Football League 2025
Die Austrian Football League 2025 ist die 41. Spielzeit der höchsten österreichischen Spielklasse der Männer in der Sportart American Football. Sie begann am 22. März und endet am 26. Juli mit der Austrian Bowl XL.

## Modus
Im Vergleich zur letzten Saison verließen die Telfs Patriots und die Rangers Mödling die Liga und werden diese Saison in unteren Spielklassen antreten. Damit ergeben sich 6 Teilnehmer für diese Saison. Diese werden in zehn Spieltagen jeweils einmal auswärts und einmal zuhause aufeinander treffen. Die besten vier Teams aus dem Grunddurchgang spielen dann in den Play-offs um die Teilnahme an der Austrian Bowl XL.

## Teams
| Mannschaft            | Spielort                            | Saison 2024                            |
| --------------------- | ----------------------------------- | -------------------------------------- |
| Prague Black Panthers | SK Prosek, Prag                     | 6–4, Gewinner der Austrian Bowl        |
| AFC Vienna Vikings    | Footballzentrum Ravelin, Wien       | 9–1, Finale / Österreichischer Meister |
| Graz Giants           | ASKÖ-Stadion Graz-Eggenberg         | 9–1, Halbfinale                        |
| Danube Dragons        | Sportplatz Donaufeld, Wien          | 6–4, Halbfinale                        |
| Swarco Raiders Tirol  | American Football Zentrum Innsbruck | 4–6                                    |
| Salzburg Ducks        | Ducks Pond, Salzburg                | 4–6                                    |

## Grunddurchgang

### Tabelle
| AFL 2025 |                       |    |   |   |   |       |      |      |      |
|          | Team                  | Sp | S | U | N | SQ    | P35+ | P35− | Diff |
| 1        | Danube Dragons        | 10 | 8 | 0 | 2 | 0,800 | 185  | 96   | +89  |
| 2        | Graz Giants           | 10 | 8 | 0 | 2 | 0,800 | 259  | 129  | +130 |
| 3        | AFC Vienna Vikings    | 10 | 6 | 0 | 4 | 0,600 | 186  | 125  | +61  |
| 4        | Prague Black Panthers | 10 | 5 | 0 | 5 | 0,500 | 165  | 221  | −56  |
| 5        | Swarco Raiders Tirol  | 10 | 2 | 0 | 8 | 0,200 | 164  | 247  | −83  |
| 6        | Salzburg Ducks        | 10 | 1 | 0 | 9 | 0,100 | 140  | 281  | −141 |

Sp = Spiele, S = Siege, U = Unentschieden, N = Niederlagen, SQ = Siegquote,

P35+= erzielte Punkte (max. 35 mehr als gegnerische pro Spiel), P35− = zugelassene Punkte (max. 35 mehr als eigene pro Spiel), Diff = Differenz

 Play-offs mit Heimrecht,  Play-offs

### Spielplan
| Datum      | Heim                  | Ergebnis | Auswärts              |
| ---------- | --------------------- | -------- | --------------------- |
| Spieltag 1 |                       |          |                       |
| 22. März   | Danube Dragons        | 17:30    | Prague Black Panthers |
| 22. März   | Salzburg Ducks        | 000:35 1 | Graz Giants           |
| 22. März   | Vienna Vikings        | 14:00    | Tirol Raiders         |
| Spieltag 2 |                       |          |                       |
| 29. März   | Graz Giants           | 7:3      | Vienna Vikings        |
| 29. März   | Tirol Raiders         | 14:48    | Danube Dragons        |
| 30. März   | Prague Black Panthers | 21:19    | Salzburg Ducks        |
| Spieltag 3 |                       |          |                       |
| 12. April  | Salzburg Ducks        | 00:14    | Vienna Vikings        |
| 12. April  | Prague Black Panthers | 09:27    | Tirol Raiders         |
| 13. April  | Danube Dragons        | 17:16    | Graz Giants           |
| Spieltag 4 |                       |          |                       |
| 25. April  | Vienna Vikings        | 13:70    | Danube Dragons        |
| 26. April  | Tirol Raiders         | 27:28    | Graz Giants           |
| 27. April  | Salzburg Ducks        | 21:22    | Prague Black Panthers |
| Spieltag 5 |                       |          |                       |
| 3. Mai     | Danube Dragons        | 14:60    | Tirol Raiders         |
| 3. Mai     | Vienna Vikings        | 49:35    | Salzburg Ducks        |
| 4. Mai     | Graz Giants           | 42:28    | Prague Black Panthers |

| Datum                       | Heim                  | Ergebnis | Auswärts              |
| --------------------------- | --------------------- | -------- | --------------------- |
| Spieltag 6                  |                       |          |                       |
| 17. Mai                     | Graz Giants           | 00:13    | Danube Dragons        |
| 17. Mai                     | Tirol Raiders         | 55:14    | Salzburg Ducks        |
| 18. Mai                     | Prague Black Panthers | verlegt  | Vienna Vikings        |
| Spieltag 7                  |                       |          |                       |
| 24. Mai                     | Salzburg Ducks        | 35:14    | Tirol Raiders         |
| 25. Mai                     | Prague Black Panthers | 20:10    | Danube Dragons        |
| 25. Mai                     | Vienna Vikings        | 19:20    | Graz Giants           |
| Nachholspiel von Spieltag 6 |                       |          |                       |
| 1. Juni                     | Prague Black Panthers | 09:28    | Vienna Vikings        |
| Spieltag 8                  |                       |          |                       |
| 7. Juni                     | Graz Giants           | 35:60    | Salzburg Ducks        |
| 8. Juni                     | Tirol Raiders         | 10:24    | Prague Black Panthers |
| 8. Juni                     | Danube Dragons        | 17:14    | Vienna Vikings        |
| Spieltag 9                  |                       |          |                       |
| 14. Juni                    | Prague Black Panthers | 10:35    | Graz Giants           |
| 14. Juni                    | Tirol Raiders         | 11:20    | Vienna Vikings        |
| 15. Juni                    | Salzburg Ducks        | 07:14    | Danube Dragons        |
| Spieltag 10                 |                       |          |                       |
| 28. Juni                    | Danube Dragons        | 28:30    | Salzburg Ducks        |
| 28. Juni                    | Graz Giants           | 56:60    | Tirol Raiders         |
| 29. Juni                    | Vienna Vikings        | 12:19    | Prague Black Panthers |

## Play-offs

### Halbfinale
Im Halbfinale treffen dieselben Teams wie in den vorangegangenen beiden Jahren aufeinander.
|                              |                   | {{{Spiel}}}    |        |                       |  |                      |
| Wien 12. Juli 2025 16:00 Uhr |                   | Danube Dragons | 42 : 7 | Prague Black Panthers |  | Sportplatz Donaufeld |
| Wien 12. Juli 2025 16:00 Uhr | (14:7, 7:0, 14:0) | Danube Dragons |        | Prague Black Panthers |  | Sportplatz Donaufeld |

|                              |                      | {{{Spiel}}} |         |                |  |                                   |
| Graz 13. Juli 2025 16:00 Uhr |                      | Graz Giants | 10 : 22 | Vienna Vikings |  | Stadion Eggenberg Zuschauer: 1800 |
| Graz 13. Juli 2025 16:00 Uhr | (0:0, 0:8, 7:7, 3:7) | Graz Giants |         | Vienna Vikings |  | Stadion Eggenberg Zuschauer: 1800 |

### Austrian Bowl
|                                    |                        | {{{Spiel}}}    |         |                |  |                           |
| St. Pölten 26. Juli 2025 19:00 Uhr |                        | Danube Dragons | 17 : 27 | Vienna Vikings |  | NV Arena Zuschauer: 4.334 |
| St. Pölten 26. Juli 2025 19:00 Uhr | (14:0, 0:7, 3:14, 0:6) | Danube Dragons |         | Vienna Vikings |  | NV Arena Zuschauer: 4.334 |